# Paul-Eugène Henssler

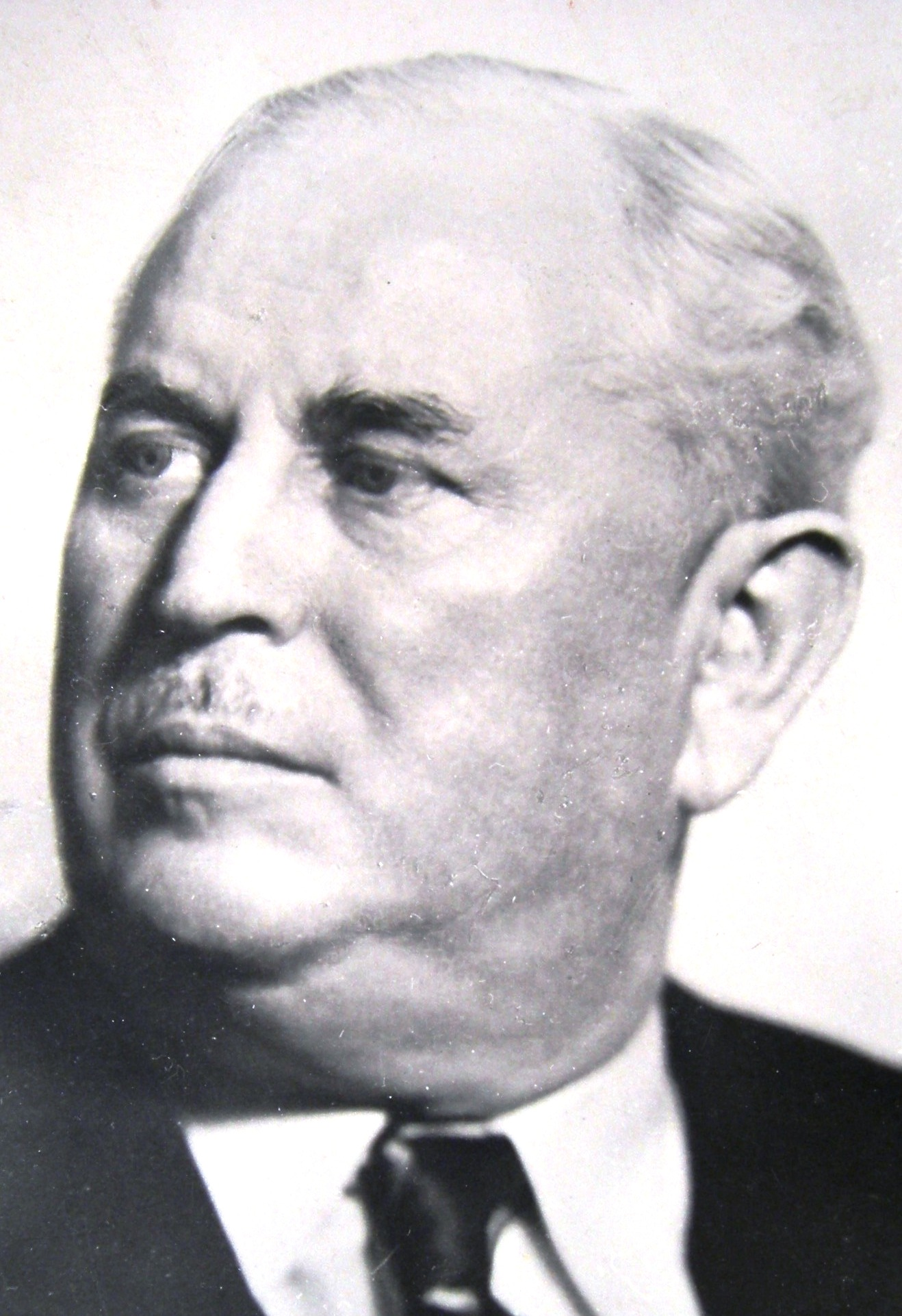

Paul-Eugène Henssler, né le 4 août 1878 à Bâle et mort le 1er novembre 1954 à Genève, est un architecte suisse.

## Biographie
Cadet d’une fratrie de cinq, Paul-Eugène Henssler est le fils de Jacob Frédéric Henssler (1834-1882), maître brasseur né dans le Wurtemberg d’une famille de maîtres charpentiers actifs dès le XVIe siècle, et de Pauline Knauss (1844-1905), née à Couvet (Neuchâtel), descendante d’une lignée de chirurgiens et pasteurs en Hesse. À la mort de son père, Paul-Eugène n’a que trois ans et demi ; la famille arrive à Genève dont elle possède déjà la citoyenneté, acquise à Chancy en 1868.
Son frère aîné William Henssler (1875-1951) est aussi architecte de renom, mais les deux frères ne collaborent pas. 
William et Paul-Eugène suivent tous les deux une formation d’architecte à l’École des Beaux-Arts de Genève. Paul-Eugène reçoit le 1er prix dès la première année (classe d’ornement et d’éléments d’architecture de Joseph Marschall) et une mention spéciale lors de son année complémentaire en 1897. En l’absence d’école d’architecture à proprement parler et faute de moyens pour continuer sa formation à Paris comme le feront d’autres de ses contemporains suisses, Paul-Eugène Henssler n’a d’autre ressource que de se perfectionner dans son futur métier lors d’un stage auprès d’un architecte établi à Genève. C’est ainsi qu’il intègre pour un temps l’atelier d’Edmond Fatio (1871-1959).
Paul-Eugène Henssler, membre fondateur de l'Association Genevoise des Architectes (AGA), dirige un atelier pendant plus d’un demi-siècle. Associé dès 1903 à Arthur Boissonnas (1879-1941. il s’en sépare en 1925 et continue sa pratique seul. Il ouvre son premier bureau au n° 5, rue de l'Université, le transfère au n° 10, rue Diday, puis au n° 56, rue du Stand et enfin au n° 25, avenue de Champel. Dès 1947, il emploie comme dessinateur Giuseppe Patanè (1922-2008) qui s’établira plus tard comme architecte, photographe et essayiste. 
En 1909, il reçoit la Médaille d'Honneur de l'Association des Intérêts de Genève et 1n 1925 celle de l’Exposition internationale des Arts décoratifs industriels modernes de Paris.
On doit à P. Eugène Henssler une cinquantaine de bâtiments locatifs, quelques bâtiments industriels, des hôtels, des cinémas, trois cabanes de montagne et une quinzaine de villas, le tout tant en Suisse qu’en France. Il collabore également aux travaux de la commission d’évaluation des villas pour le compte du Département des Finances.
Une grande partie de son activité se déroule en périodes de crises économiques difficiles dans une Genève affectée par les conséquences de la Grande Guerre de 1914-1918, puis par la Seconde Guerre mondiale de 1939-1945 et ses suites immédiates, sans qu’il lui soit donné de connaître les bonheurs subséquents du boom immobilier des Trente Glorieuses. En 1938, l'on recense 6'500 appartements vides à Genève et, pour les occuper, les locataires se voient souvent offrir plusieurs mois de loyer. Henssler choisit lui-même, dans les carrières de Baveno (Italie), les marbres et granits destinés à orner les embrasures de portes d’entrée et les halls de ses plus beaux immeubles.
Dans le cadre du Recensement architectural du Canton (RAC), les Ensembles maintenus du XIX-XXe siècle (RAIM) comprennent de nombreux ouvrage signés P. Eugène Henssler. On les trouve sur la carte interactive du « Territoire genevois » https://map.sitg.ch.
Ce recensement – conduit sous la direction de l’Office du Patrimoine et des sites du Département du Territoire – a pour but d’identifier les ensembles d’immeubles maintenus du XIXe siècle et du début du XXe siècle jusqu’en 1933 (art. 89 à 93 LCI). La cartographie du SITGE comprend en outre les secteurs bénéficiant d’un plan de site récent où sont édifiés d’autres immeubles de P. Eugène Henssler. 
Des centaines de bâtiments ont été mis sous la protection de ces Ensembles par une série l’arrêtés du Conseil d’Etat publiés dans un seul numéro de la Feuille d’Avis Officielle de République et Canton de Genève en date du 17 décembre 2020. La mise en ligne récente de cette nouvelle source documentaire qui est mise à jour en continu inspire aux auteurs d’en faire ici le report actuel avec renvoi aux fiches correspondantes.
Le classement chronologique du SITGE ne recense que les bâtiments qui ont subsisté même transformés, à l’exclusion de ceux qui ont été démolis nonobstant l’intérêt patrimonial qu’ils ont pu avoir.    
1.      1898 Tour de l’Ile, cadran de l’horloge – bâtiment classé par arrêté du 30.12.1921
2.     1909 Propriété Naville Vernier maison classée MS-c198 par arrêté du 20 octobre 1970
3.     1909 Immeuble 3, rue Bergalonne
4.     1911 route de Suisse 20-22 Versoix 1911 (Loi sur la protection générale des rives du lac (FAO 4.12.1992)
5.     1911 Les Platanes - 4 rue du Léman - ensemble Ms-e 003 (FAO 17.12.2020)
6.     1912 Cropettes Montbrillant – 10, 12 rue de Montbrillant, ensemble n° MS-e 247 (FAO 17.12.2020)
7.     1912 Immeubles 33-35 A à D avenue de Miremont - ensemble n° MS-e 201. (FAO 17.12.2020
8.     1912 rue de la Servette 94 - ensemble n° MS-e 128 (FAO 17.12.2020)
9.     1913 Helvétique Scie, Centre et Garage, Versonnex 11 – 2-4 pl. Camoletti 1913 ensemble n° MS-e 226 (FAO 17.11.2020)
10.   1915 rue du Lac 8 - ensemble n° MS-e 230 (FAO 17 décembre 2020)
11.   1922 rue des Délices 14 - ensemble n° MS-e 028 (FAO 17 décembre 2020)
12.   1923 rue de Beaumont 5 à 9, 1923 – ensemble n° MS-e 018 (FAO 17 décembre 2020)
13.   1925 rue de Marignac 5 - Cet immeuble s'inscrit dans l'ensemble n° MS-e 208 qui se compose en outre des immeubles du même architecte Athénée 27, Marignac 9 et Marignac 11 (FAO 17 décembre 2020)
14.   1926 rue Emile-Yung 9 à 17 - ensemble n° MS-e 037 (FAO 17 décembre 2020)
15.   1928 rue Jean-Jaquet 12-14
16.   1928 Villa Pierre-Grise à Genthod
17.   1933 rue de l’Athénée 31,33,35,42 et rue de Contamines 27 et 30. Ces immeubles font partie, avec d’autres constructions cossues, de l’ensemble MS-e 207 (FAO 17 décembre 2020).
18.   1935 avenue de Champel 65 et 67 - Plan de site Roseraie-Beau-Séjour. ACE du 5 mars 2003 
19.   1937 Rive Centre, rue de Rive 11 - Ensemble centre ville protégé par l’art. 89 LCI  
20.   1940 ensemble Pierre-Grise au Plateau de Champel
21.   1946 Tuileries de Bardonnex     
22.   1948  Immeubles au chemin Thury - Plan de site Roseraie-Beau-Séjour. ACE du 5 mars 2003
23.   1949  ensemble rue Viollier
24.   1952  route de Frontenex 43-45          

## Alpinisme
Paul-Eugène Henssler gravit dès la fin du XIXe siècle un grand nombre de sommets de plus de 4000 mètres dans les Alpes valaisannes et françaises. En 1892 il est membre fondateur du club montagnard "Le Bluet". Avec son frère William Henssler, il crée en 1906 le Fonds des Cabanes de la Fédération Genevoise (FMG), dont il est fait membre d'honneur en 1936. Dans ce cadre, il construit les cabanes Marcel Brunet I (1930) et II (1942) dans le Val de Bagnes, ainsi que celle de Flaine en Haute-Savoie (1936).
En 1921, il participe de manière décisive au redécollage de l'avion Caudron G3 piloté par le pionnier de l'aviation François Durafour depuis le Dôme du Goûter dans le massif du Mont-Blanc.